# Lake Pukaki
Der Lake Pukaki ist ein See auf  der Südinsel Neuseelands. Er ist der größte von drei annähernd parallel in Nord-Süd-Richtung verlaufenden Seen am Nordrand des Mackenzie-Beckens. Die anderen beiden sind der Lake Ōhau und der Lake Tekapo.

## Allgemeines
Alle drei Seen entstanden durch sich zurückziehende Gletscher, deren Tal durch die Ablagerung ihrer Endmoräne blockiert wurde. Der Zufluss an Gletscherwasser gibt den Seen eine typische blaue Farbe, die durch feine Partikel aus dem Abrieb des Gletscheruntergrundes entsteht.
Das Einzugsgebiet des Sees ist 1413 km² groß. Die Oberfläche des Sees beträgt 179,5 km² und hat eine zwischen 518,2 m und 532 m schwankende Höhe des Seespiegels über dem Meer, im Mittel 527,7 m.
Der See wird an seinem Nordende vom Tasman River, einem verflochtenen Fluss, der seine Quelle im Tasman-Gletscher und Hooker-Gletscher, nahe dem Aoraki/Mount Cook hat, gespeist. Von der Südseite des Sees hat man einen guten Ausblick auf das 70 km nördlich gelegene Gebirge.
Der Abfluss des Sees, der Pukaki River, liegt am Südende des Sees. Der See ist der obere Teil des Wasserkraftprojektes am Waitaki River. Nahe dem Abfluss gibt es mehrere Dämme und Kanäle, die ihn mit dem Lake Tekapo und Lake Ruataniwha verbinden.
In den 1940er Jahren wurde der Wasserspiegel des Sees durch einen Damm um 9 m angehoben. In den 1970er Jahren wurde der Damm erweitert und der Wasserspiegel des Sees um weitere 37 m angehoben. Dabei wurde die Insel Five Pound Note Island überflutet, die früher auf Neuseelands Fünf-Pfund-Banknote abgebildet war.

## Kraftwerk Ohau A
In den 1970er Jahren wurde das Kraftwerk Ohau A errichtet, das über einen Kanal mit Wasser aus dem Lake Pukaki versorgt wird. Derzeit betragen die betriebsbedingt möglichen Schwankungen des Wasserspiegels 13,8 m, dies entspricht einer gespeicherten Energie von 1600 GWh. Zusammen mit den 770 GWh des Lake Tekapo ist dies mehr als die Hälfte der gespeicherten Wasserkraft in Neuseeland.